# Europa Universalis III
Europa Universalis III – komputerowa strategiczna gra czasu rzeczywistego osadzona w realiach epoki nowożytnej, wyprodukowana i wydana w roku 2007 przez szwedzkie studio Paradox Interactive. Jest to trzecia część serii gier komputerowych Europa Universalis.
Akcja gry toczy się w latach 1453–1792. Gracz może w niej objąć we władanie jedno z państw historycznych z tego okresu. Władza nad danym państwem obejmuje administrację, handel, dyplomację oraz działania zbrojne przeciwko wrogim nacjom. Wszystkie państwa w grze połączone są siecią zależności dyplomatycznych oraz ekonomicznych. W porównaniu z poprzednimi częściami serii graczowi zapewniono większą swobodę kierowania danym państwem; bardziej przejrzysty stał się też interfejs gry. Zmiany te przyczyniły się do pozytywnego odbioru gry przez krytyków, którzy chwalili rozgrywkę oraz oprawę audiowizualną. Do Europy Universalis III ukazały się cztery rozszerzenia zmieniające zasady rozgrywki.

## Rozgrywka
Europa Universalis III jest strategiczną grą czasu rzeczywistego, w której gracz na bieżąco może wydawać rozkazy i wykonywać działania. Gracz może regulować tempo upływu czasu wyrażonego przez datę historyczną, włącznie z zatrzymaniem rozgrywki. Rozgrywka ma miejsce na trójwymiarowej mapie podzielonej na około 1250 prowincji lądowych oraz 450 stref morskich. Prowincje lądowe stanowią różne rodzaje terenu: lasy, rzeki, bagna, góry i wzgórza. Akcja gry toczy się w latach 1453–1792, przy czym gracz może rozpocząć rozgrywkę od dowolnej daty mieszczącej się w tym zakresie. Gracz ma również swobodę wyboru jednego z około 250 państw pojawiających się w grze. Każde z nich jest określone współczynnikami ekonomii, dyplomacji i wojska, na których podstawie zostaje oszacowany poziom trudności w jego zarządzaniu.
Prowincje w Europie Universalis III mają swoje stolice, których infrastrukturę gracz może rozbudować. Dostępnych jest piętnaście budynków wpływających między innymi na garnizon wojskowy i przychody podatkowe. Każda prowincja ma własną religię dominującą; jeżeli różni się ona od religii wyznawanej przez dane państwo, zwiększa się ryzyko buntu mieszkańców. Religię danej prowincji można zmienić poprzez wysyłanie do niej misjonarzy; gracz może również dokonać zmiany państwowego wyznania. Różnice religijne i kulturowe, a także niski poziom stabilności państwa i długotrwała wojna, przyczyniają się do buntów ludności.

### Administracja i handel
Gracz może administrować swoim państwem na wiele sposobów. Przykładowo, każda nacja w grze ma ustaloną politykę wewnętrzną, wyrażoną poprzez paski z suwakami. Gracz co określoną liczbę lat może dokonać zmiany w ustawieniach suwaków, wybierając między położeniem większego nacisku na któryś z przeciwstawnych czynników, na przykład centralizację państwa lub jego decentralizację, czy też poddaństwo lub zapewnienie wolności osobistej chłopom. W podobny sposób gracz może kierować polityką budżetową państwa, w tym przypadku jednak dowolnie przesuwając suwaki. Dzięki temu gracz, dysponując dochodami z podatków, produkcji i handlu, ma możliwość ustalenia proporcji między wydatkami technologicznymi, wydatkami na odbudowę stabilności państwa oraz wpływami do skarbca. Nadmierny fiskalizm państwa wywołuje inflację, która przyczynia się między innymi do wzrostu kosztów wznoszenia budowli lub szkolenia jednostek. Gracz może również zapożyczyć się u lokalnych bankierów, jednak niespłacenie pożyczki przez dłuższy czas skutkuje bankructwem państwa.
Handel, na który wpływa system międzynarodowych zależności ekonomicznych, powodowanych dostępem do danych surowców czy ich ceną rynkową, dla gracza jest uproszczony. Zdobywanie wpływów handlowych w danym regionie odbywa się poprzez wysyłanie kupców do specjalnych ośrodków handlu, w których panuje konkurencja między państwami. Niekiedy możliwe jest zdobycie monopolu w danym centrum handlu, co przynosi dodatkowe przychody z handlu. Dla nadmorskich ośrodków handlowych sposobem pozyskiwania rynków zbytu może być kolonizacja nowo odkrytych ziem bogatych w unikalne surowce.

### Dyplomacja i wojna
Ważną rolę w grze odgrywa dyplomacja. Stosunki między państwami są zależne głównie od wyznawanej religii, ale można na nie wpływać poprzez różne opcje dyplomatyczne – między innymi zawieranie królewskich mariaży, nakładanie embarga handlowego, prośbę o możliwość przemarszu wojsk przez dany kraj, a także zagwarantowanie niepodległości obcemu państwu. Na stosunki dyplomatyczne wpływają przede wszystkim dwa czynniki. Prestiż, czyli splendor danego państwa, zwiększany jest między innymi poprzez udane działania dyplomatyczne czy też zwycięstwa w wojnach; oprócz poprawy stosunków dyplomatycznych zwiększa on szansę na pokojową ekspansję czy zawarcie korzystnych układów dyplomatycznych. Drugi czynnik to reputacja państwa, którą gracz może nadszarpnąć poprzez wypowiadanie wojny bez casus belli (zdobywanego głównie dzięki roszczeniom terytorialnym względem obcych państw), a także przez agresywną ekspansję.
W przypadku wypowiedzenia wojny przez dane państwo dochodzi do powstania konfliktu zbrojnego dwóch koalicji sojuszniczych. Do działań wojennych gracz używa sił zbrojnych: armii oraz (w przypadku dostępu do morza) floty. Armia dzieli się na piechotę, kawalerię i artylerię, natomiast flota – na okręty transportowe oraz wojenne. Na ich skuteczność bojową wpływa liczebność, nowoczesność formacji lub okrętu, a także morale jednostek. Sama bitwa polega na tym, że walczące ze sobą armie na przemian przechodzą w fazę ostrzału i starcia, a walka trwa do wycofania się sił wroga lub ich zniszczenia; jej wynik jest determinowany między innymi przez zdolności dowódców, teren, na którym odbywa się bitwa, a także losowe czynniki. Po pokonaniu wroga w prowincji można przejść do oblężenia, które może skutkować jej zdobyciem. Na wynik wojny wpływają rezultaty bitew oraz liczba zdobytych bądź straconych prowincji; rokowania pokojowe obejmują takie opcje, jak aneksja, zapłata kontrybucji czy uwolnienie wasala.
W grze istnieją także dwa specjalne ciała polityczne: Stolica Apostolska i Święte Cesarstwo Rzymskie. Gracz kierujący państwem katolickim może przejąć kontrolę nad papiestwem poprzez przekupstwa wobec kardynałów, natomiast członkowie cesarstwa poprzez utrzymywanie pozytywnych stosunków dyplomatycznych z państwami-elektorami mogą się starać o zdobycie tytułu cesarskiego. W obu przypadkach przynosi to korzyści graczowi.

### Zmiany względem poprzedniej części serii
W stosunku do Europy Universalis II wprowadzone zostały liczne zmiany wpływające na rozgrywkę. Przede wszystkim interfejs został przebudowany na wzór serii Civilization, w założeniu będąc czytelniejszym dla gracza. Na przykład po otwarciu ekranu prowincji gracz otrzymuje wszelkie dane jej dotyczące wraz z przyciskami kierującymi do okien budowli, szkolenia jednostek czy centrum handlu. Inną innowacją jest system powiadomień pojawiających się w postaci ikon, które przedstawiają możliwe działania do wykonania i kierują do odpowiednich okien.
Przekształceniu uległa kwestia wojskowości w grze. Gracz w miarę postępu w rozgrywce nie otrzymuje dowódców historycznych, co miało miejsce w poprzednich częściach serii. Zamiast tego może on zatrudnić wybranych dowódców, zużywając tzw. tradycję wojskową, której wzrost następuje głównie wskutek walk. Oprócz tego trzy podstawowe klasy jednostek (piechota, kawaleria, artyleria) zostały podzielone na różne rodzaje formacji, zależne od krainy geograficznej oraz poziomu technologicznego. Ponadto stan liczebny armii jest uzupełniany na bieżąco z zapasów dostępnej siły roboczej; w poprzednich częściach serii dane armie topniały bezpowrotnie, co zmuszało gracza do wydawania pieniędzy na ich odbudowę.
Wprowadzony został podział państw według sposobów organizacji państwowej; każdy typ rządu daje modyfikatory dla niego specyficzne, na przykład republikę szlachecką cechuje tolerancja dla innowierców, natomiast monarchia administracyjna wpływa na wzrost produktywności. Ogólnie mówiąc, monarchie mają największe możliwości dyplomatyczne: mogą zawierać królewskie mariaże, anektować inne państwa drogą pokojową czy też (co jest nowością w stosunku do poprzednich części serii) zawrzeć unię personalną, wskutek czego dany monarcha włada dwoma państwami. Republiki są pozbawione zalet monarchii, ale i wad związanych z regencją. Teokracje mają bardzo ograniczone możliwości dyplomatyczne, ale zarazem utrzymują przyjazne relacje z papiestwem. Istnieją również plemienne organizacje społeczeństw, które otrzymują kary do rozwoju technologicznego i są niestabilne. Ze względu na wprowadzenie elementu losowości w sukcesji dynastycznej monarchii komputer wybiera kolejnych władców państwa niezależnie od prawdy historycznej. Skutkiem tego po śmierci poprzedniego władcy może być objęcie władzy przez jego potomka, przejęcie rządów przez radę regencyjną, odziedziczenie tronu przez monarchę innej nacji bądź zawarcie unii personalnej.
Kolejną nowością wprowadzoną w serii stał się system szpiegostwa. Gracz zyskał możliwość wysyłania szpiegów do prowincji obcych krajów, aby mogli oni na przykład zwiększyć niezadowolenie obywateli obcego państwa lub przekonać wrogich żołnierzy do dezercji. Wykrycie szpiega może jednak skutkować popsuciem stosunków dyplomatycznych z danym krajem. W kwestii administracji państwem dodano również postacie doradców, którzy po zatrudnieniu mogą przynieść korzyści państwu, na przykład przyspieszyć rozwój technologiczny lub też zwiększyć prestiż państwa. Kluczową nowością stał się również system doktryn narodowych, które skutkują dodatkowymi modyfikatorami służącymi rozwojowi państwa lub odblokowaniem nowych zdolności. Przykładowo, wybranie doktryny wielkich odkryć pozwala na werbowanie admirałów i konkwistadorów, którzy mogą dokonywać eksploracji nieznanych wcześniej terenów.

## Produkcja i wydanie gry
Europa Universalis III została wyprodukowana przez szwedzkie przedsiębiorstwo Paradox Interactive; jej głównym projektantem i producentem zarazem był Johan Andersson. Oficjalnie prace nad grą ogłoszono w styczniu 2006 roku, planując jej wydanie rok później. Pracownicy studia wspomnieli w zapowiedzi o odnowionym silniku graficznym obsługującym grafikę trójwymiarową, który został użyty na potrzeby gry. Celem Paradoksu było uczynienie serii bardziej przystępną dla nowicjuszy przy zachowaniu jej złożoności. Sam silnik gry umożliwiał wyświetlanie na mapie szczegółów takich, jak drzewa czy animacje wody; w projektowaniu od strony artystycznej brał udział Craig Mullens, główny artysta gry Age of Empires III.
W maju 2006 roku twórcy zaprezentowali Europę Universalis III na targach Electronic Entertainment Expo. W październiku tego samego roku uruchomiona została jej oficjalna strona, dostępna w czterech wersjach językowych. Natomiast 10 stycznia 2007 roku Paradox Interactive ogłosiło zakończenie prac nad grą i wysłanie jej do tłoczni. Tydzień później opublikowana została wersja demonstracyjna Europy Universalis III, która umożliwiała pokierowanie wszystkimi państwami europejskimi w latach 1492–1520.
23 stycznia 2007 roku gra została dostarczona do sklepów amerykańskich, natomiast 9 lutego tego samego roku trafiła do Polski za sprawą dystrybutora Cenega Poland. Do standardowego wydania została dodana mapa w formie plakatu, natomiast edycja kolekcjonerska zawierała między innymi oficjalną ścieżkę dźwiękową z gry, poradnik oraz kod dający dostęp do dodatkowych materiałów.

## Odbiór gry
Europa Universalis III została ogólnie pozytywnie przyjęta przez krytyków. Część z nich doceniała dużo czytelniejszy i bardziej przystępny dla nowicjuszy interfejs, przy zachowaniu całej złożoności rozgrywki i spektrum możliwości stawianych przed graczem. Według Kevina VanOrda ze strony GameSpot Europa Universalis III przystępnie przedstawia zasady rozgrywki dzięki temu, że nie stawia przed graczem żadnych konkretnych celów. Odmiennego zdania był Alec Meer ze strony Eurogamer, zdaniem którego wielka liczba dostępnych opcji oraz parametrów przy braku sensownego samouczka mogła odstraszać graczy. Przyznał zarazem, iż pod całym skomplikowaniem rozgrywki kryje się produkt o nieporównywalnej z innymi grami strategicznymi elastyczności.
Zmiany względem poprzednich części zostały w większości ocenione pozytywnie. Redaktor portalu IGN, Steve Butts chwalił fakt, iż pomimo dużo luźniejszego podejścia do prawdy historycznej gra zachowała wysoki poziom realizmu w ukazywaniu zależności międzynarodowych. Zarówno Matt Peckham ze strony 1UP.com, jak i redaktor „CD-Action” Tymon Smektała docenili fakt, iż gra uruchamia wydarzenia zgodnie z aktualnym stanem rozgrywki, a nie wedle sztywnej prawdy historycznej.
Również oprawa audiowizualna spotkała się z pochlebnymi opiniami. Recenzenci zachwalali zróżnicowaną ścieżkę dźwiękową, a także schludniejszy interfejs i wprowadzenie do serii grafiki trójwymiarowej, co nadało grze przejrzystości. Część z nich zwracała jednak uwagę, że pod względem oprawy graficznej Europa Universalis III nie mogła konkurować z innymi ówczesnymi grami strategicznymi o grafice trójwymiarowej.

## Dodatki
Do Europy Universalis III ukazały się cztery rozszerzenia. Pierwsze z nich, Napoleon's Ambition miało premierę 22 sierpnia 2007 roku. Umożliwiało ono rozgrywkę do 1821 roku z uwzględnieniem rewolucji francuskiej, a także pozwalało na ustawienie między innymi historycznych władców i dowódców. Wprowadzone zostały też modyfikacje zarządzania handlem. W następnym rozszerzeniu pod nazwą In Nomine, które ukazało się 28 maja 2008 roku, wprowadzone zostały kolejne znaczące zmiany w rozgrywce. Data startowa gry została przesunięta do 1399 roku, a gracze zyskali możliwość wykonywania misji, których zaliczenie przynosi wymierne korzyści państwu. Zmieniono również system buntów – w In Nomine zdarzają się one dużo częściej, a buntownicy są podzieleni na różne rodzaje: od bojowników o niepodległość po fanatyków religijnych. Zmiany dotyczą także sposobu kolonizacji zasiedlonych terenów, a także kwestii religijnej – misjonarze zamiast na jednorazową misję są wysyłani do prowincji na stałe, papież może ekskomunikować wybranego władcę, a gracz stracił bezpośredni wpływ na ustalanie poziomu tolerancji w państwie. Wprowadzony został też system decyzji narodowych, za sprawą którego gracz może przeprowadzać reformy w państwie.
Trzeci dodatek do Europy Universalis III pod tytułem Heir to the Throne (w Polsce znany pod nazwą Walka o tron) ukazał się 15 grudnia 2009 roku. Wprowadził on kolejne liczne zmiany do pierwowzoru. Między innymi gracz zyskał możliwość powoływania się na różne rodzaje casus belli przy wypowiadaniu wojny, co pozwala na wszczynanie walk zbrojnych bez utraty stabilności. Władca cesarstwa rzymskiego otrzymał opcje wpływania na poszczególnych elektorów, a także zainicjowania reform. Gracz stracił bezpośredni wpływ na papiestwo, które stało się bardziej niezależne od innych państw. Łatwiejsze stało się rozbijanie wrogich sił zbrojnych. Ponadto zmodyfikowano kwestię monarchii; w Walce o tron istnieją dynastie, które zanikają po wymarciu ostatniego legalnego potomka, co zwiększyło możliwości dziedziczenia poszczególnych państw. Inne zasady rozgrywki zaczęły obowiązywać republiki kupieckie, które zyskały możliwość otrzymania wyłącznego prawa na handel towarami należącymi do obcych krajów. Oprócz tego wprowadzenie reform wymagało posiadania urzędników, a graczowi dana została możliwość edukacji własnych doradców za sprawą systemu tradycji kulturalnej.
Ostatnie rozszerzenie gry pod nazwą Divine Wind ukazało się 14 grudnia 2010 roku. Zawierało ono zmienioną oprawę graficzną; ponadto wprowadziło ono modyfikacje sposobu rozgrywki państwami Wschodu, w szczególności chanatami oraz średniowiecznymi Chinami i Japonią.
W okresie od czerwca do grudnia 2011 roku ukazało się sześć dodatków do gry, każdy zawierający 16 alternatywnych strojów dla jednostek różnych państw.